# Usbekische Beachhandball-Nationalmannschaft der Männer
Die usbekische Beachhandball-Nationalmannschaft der Männer repräsentiert den usbekischen Handball-Verband als Auswahlmannschaft auf internationaler Ebene bei Länderspielen im Beachhandball gegen Mannschaften anderer nationaler Verbände.
Ein weibliches Pendant mit der Usbekischen Beachhandball-Nationalmannschaft der Frauen ist bislang ebenso wenig ins Leben gerufen worden wie eine Nachwuchs-Nationalmannschaft.

## Geschichte
In Usbekistan ist Beachhandball kaum verbreitet. Bislang wurde überhaupt erst einmal, für die Asienmeisterschaften 2017, eine Nationalmannschaft aufgestellt. Die Mannschaft verlor zunächst alle ihre drei Vorrundenspiele, danach beide Platzierungsspiele und wurde am Ende Achte von neun Mannschaften.

## Teilnahmen
| World Games - 2001: nicht eingeladen - 2005: nicht eingeladen - 2009: nicht qualifiziert - 2013: nicht qualifiziert - 2017: nicht qualifiziert - 2022: nicht qualifiziert World Beach Games - 2019: nicht qualifiziert - 2023: nicht qualifiziert | Weltmeisterschaften - 2004: nicht qualifiziert - 2006: nicht qualifiziert - 2008: nicht qualifiziert - 2010: nicht qualifiziert - 2012: nicht qualifiziert - 2014: nicht qualifiziert - 2016: nicht qualifiziert - 2018: nicht qualifiziert - 2020: nicht qualifiziert - 2022: nicht qualifiziert | Asienmeisterschaften - 2004: keine Teilnahme - 2013: keine Teilnahme - 2015: keine Teilnahme - 2017: 8. - 2019: keine Teilnahme - 2022: keine Teilnahme - 2023: keine Teilnahme | Asian Beach Games - 2008: keine Teilnahme - 2010: keine Teilnahme - 2012: keine Teilnahme - 2014: keine Teilnahme - 2016: keine Teilnahme - 2023: |